# Capparis eichleriana
Capparis eichleriana là một loài thực vật có hoa trong họ Capparaceae. Loài này được Urb. mô tả khoa học đầu tiên năm 1882.